# Mark Dragunski
Mark Dragunski (* 22. Dezember 1970 in Recklinghausen) ist ein Handballtrainer und ehemaliger deutscher Handballspieler und Handballmanager. Als Kreisläufer erzielte er in 117 Länderspielen 174 Tore.

## Karriere

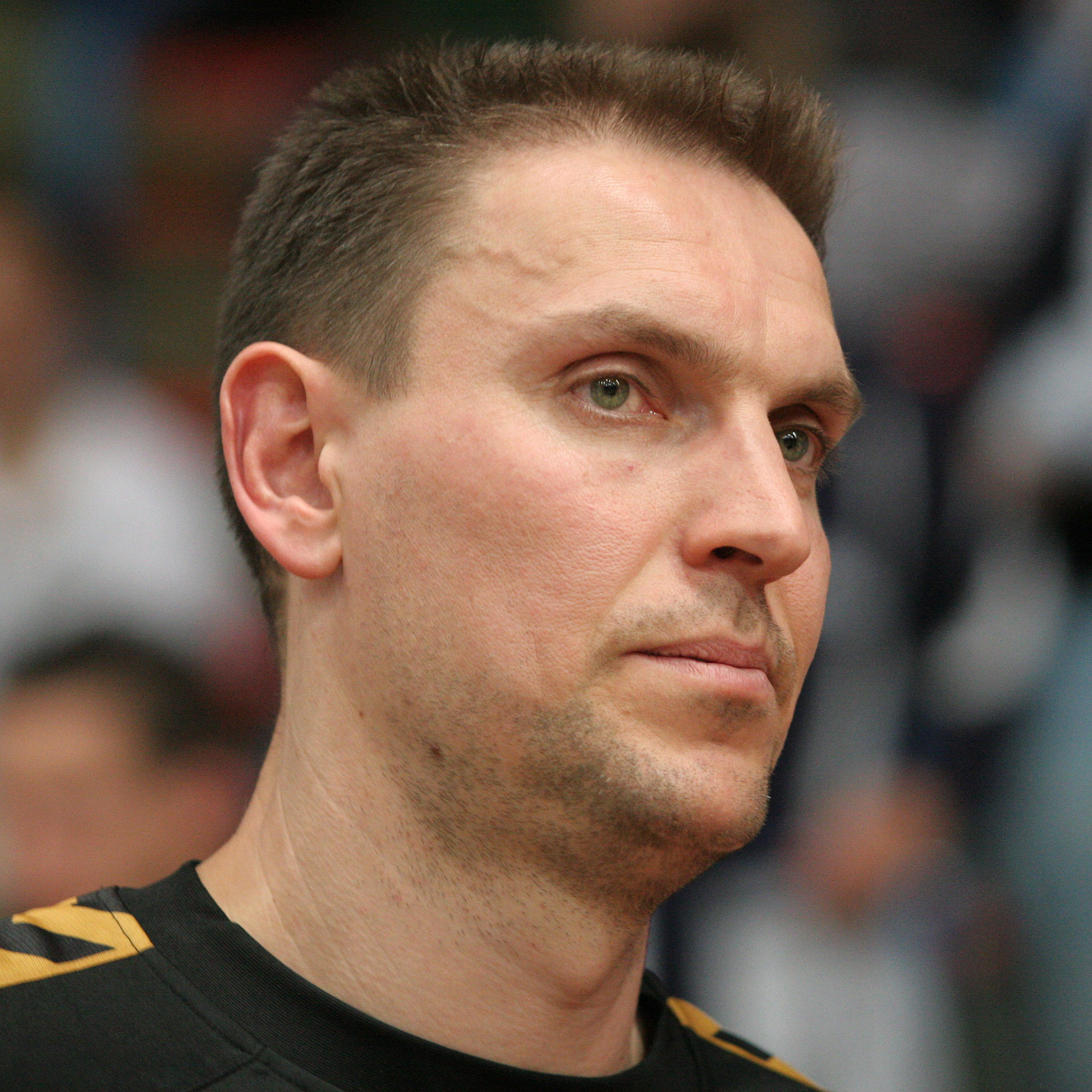
Mark Dragunski

Dragunski war mit einer Körperlänge von 2,14 m nach Angaben des NOK der längste deutsche Olympiateilnehmer bei den Olympischen Spielen 2004 in Athen, bei denen er mit der deutschen Mannschaft die Silbermedaille gewann.
Im Finale der Europameisterschaft 2002 gegen Schweden wurde Dragunski aufgrund seines Körpervorteils gegenüber den Schweden eingewechselt. Er wurde zum „Spieler des Finales“ gewählt.
Im Sommer 2008 beendete er seine Karriere und wechselte in das Management von TUSEM Essen. Am 5. Dezember 2008 wurde er im Bundesliga-Spiel gegen die HSG Wetzlar durch den TUSEM Essen reaktiviert, beendete aber im Juli 2009 seine Karriere als Spieler.
Im Februar 2011 gab er sein bis zum Ende der Saison befristetes Comeback beim Landesligisten HTV Sundwig/Westig.
Ab der Saison 2013/14 war er Trainer der Zweitligamannschaft des TUSEM Essen, nachdem er in der vorherigen Saison die 2. Mannschaft der Essener trainiert hatte. Im Sommer 2015 gab Dragunski das Traineramt der Zweitligamannschaft ab und übernahm wieder die 2. Mannschaft sowie ein Traineramt im Jugendbereich. Weiterhin war er bei TUSEM Essen als Jugendkoordinator tätig. Anfang 2016 beendete er seine Tätigkeiten bei TUSEM Essen und übernahm im Februar 2016 das Amt des Jugendkoordinators sowie das Traineramt im Jugendbereich beim Neusser HV. Ab März 2022 war Dragunski bei den SGSH Dragons als sportlicher Leiter für den Leistungsbereich der Drittligamannschaft, der Verbandsligamannschaft und der A-Jugend tätig. Seit der Saison 2023/24 übt er diese Tätigkeit im Anschluss und Jugendbereich der SGSH Dragons aus. Zusätzlich trainiert er dort die 2. Mannschaft, die A-Jugend sowie die weibliche E-Jugend. Ab dem 1. Juli 2025 wird er beim ThSV Eisenach als Nachwuchskoordinator tätig sein.

## Sportliche Erfolge

### Vereine
- 1994: Euro-City-Cup Sieger mit TUSEM Essen
- 2003: DHB-Pokalsieger und Deutscher Vizemeister mit der SG Flensburg-Handewitt

Sonstiges:
Als bisher einzige Mannschaft in der Geschichte des deutschen Handballsports schaffte TUSEM Essen mit Mark Dragunski den direkten Durchmarsch von der Regionalliga in die erste Handball-Bundesliga (Saison 05/06 – Saison 07/08).

### Nationalmannschaft
- 1994 Länderspiel-Debüt
- 2001 Teilnahme bei der Weltmeisterschaft
- 2002 Vize-Europameister
- 2003 Vize-Weltmeister
- 2004 Europameister
- 2004 Silbermedaillengewinner bei den Olympischen Spielen in Athen